# Neolita epicaste
Neolita epicaste är en fjärilsart som beskrevs av William Schaus 1914. Neolita epicaste ingår i släktet Neolita och familjen nattflyn. Inga underarter finns listade i Catalogue of Life.